# Miriam Cogolludo de las Heras
Miriam Cogolludo de las Heras est une karatéka espagnole née le 28 février 1978. Elle a remporté la médaille d'or du kata individuel féminin aux championnats d'Europe de karaté en 2003 à Brême, 2005 à San Cristóbal de La Laguna et 2006 à Stavanger.